# 1715 a tudományban
Az 1715. év a tudományban és a technikában.

## Csillagászat
- május 3-án teljes napfogyatkozást lehetett látni Anglia, Svédország és Finnország felett.
- Edmond Halley szerint a csillagködök csillagközi gázok felhője.

## Matematika
- Brook Taylor publikálja a Methodus Incrementorum Directa et Inversa című munkáját melyben magasabb szintű matematikával foglalkozik (kalkulus)
- Taylor publikálja még az Essay on Linear Perspective című munkáját is.

## Technika
- Feltalálják az első tűzoltó berendezést.

## Születések
- április 3. - William Watson, orvos és tudós († 1787)
- szeptember 22. - Jean-Étienne Guettard, orvos és tudós († 1786)
- október 8. - Michel Benoist, tudós és misszionárius († 1774)
- november 13. - Dorothea Erxleben, az első német orvosnő († 1762)
- november 23. - Pierre Charles Le Monnier, csillagász († 1799)

## Halálozások
- január 19. – Nicolas Lemery kémikus (* 1645)
- február 17. – Antoine Galland archeológus (* 1646)
- március – William Dampier felfedező és hidrográfus (* 1651)
- augusztus 16. – Raymond Vieussens anatómus (* 1635 körül)
- szeptember 24. – Wilhelm Homberg kémikus (* 1652)
- október 15. – Humphry Ditton matematikus (1675)
- Thomas Savery, a gőzgép feltalálója (* 1650)